# 双城北駅
双城北駅（そうじょうきたえき）とは、中華人民共和国黒竜江省ハルビン市双城区に位置する哈大旅客専用線の駅。

## 歴史
- 2012年12月1日　開業。

## 隣の駅
中華人民共和国鉄道部
哈大旅客専用線
ハルビン西駅 - 双城北駅 - 扶余北駅
座標: 北緯45度25分27秒 東経126度15分54秒 / 北緯45.424193度 東経126.264884度